# Zacco chengtui
Zacco chengtui är en fiskart som beskrevs av Kimura, 1934. Zacco chengtui ingår i släktet Zacco och familjen karpfiskar. Inga underarter finns listade i Catalogue of Life.